# Kottgeisering
Kottgeisering är en kommun och ort i Landkreis Fürstenfeldbruck i Regierungsbezirk Oberbayern i förbundslandet Bayern i Tyskland.
Kommunen ingår i kommunalförbundet Grafrath tillsammans med kommunerna Grafrath och Schöngeising.